# Neoamphitrite groenlandica
Neoamphitrite groenlandica är en ringmaskart som först beskrevs av Anders Johan Malmgren 1866.  Neoamphitrite groenlandica ingår i släktet Neoamphitrite och familjen Terebellidae. Arten är reproducerande i Sverige. Inga underarter finns listade i Catalogue of Life.